# New College of Florida
Il New College of Florida (NCF) è un college statale di arti liberali di Sarasota, nella Florida Stati Uniti d'America.

## Storia
Il New College venne fondato nel 1960 ed era originariamente un college privato. Nel 1961, la scuola contava 101 studenti, mentre nel 1972 ne presentava oltre 500. Nel 1975, la scuola corse il rischio di finire in bancarotta, ma le strutture vennero acquistate dall'Università della Florida Meridionale, che le utilizzò per gettarvi le fondamenta di un campus-costola.